# Соколов, Григорий Алексеевич (священник)
Григорий Алексеевич Соколов (1828 — 10 сентября 1883 г) — российский священник и духовный писатель.

## Биография
Происходил из духовного звания, его отец был священником из донских казаков в станице Тишанской Области Войска Донского. Окончил Воронежскую духовную семинарию с аттестатом 2-го разряда. В священники был рукоположён Феогностом, викарным епископом Воронежским, 15 июня 1852 года, служил в Архангельской церкви станицы Петровская, затем был переведён в станицу Каменская. Награждён орденом Св. Анны 3 степени 15 мая 1883 г. (Донские епархиальные ведомости, 1883 г, номер 12 от 15 июня). Умер 10 сентября 1883 года (Донские епархиальные ведомости, 1883 г, номер 24 от 15 декабря, РГБ).
Автор книг: «Опыт простых поучений к сельским прихожанам Каменской станицы (Войска Донского)» (Ростов-на-Дону, 1869) и «Простонародные поучения и речи» (Владимир, 1876; 2-е издание — 1877).

## Сочинения
- Простонародные поучения и речи Каменской станицы (Войска Донского) священника Григория Соколова/ Под ред. преподавателя Владимирской духовной семинарии Василия Розанова. — Изд. 2-е, значит. доп. — Владимир: Печатня А. Паркова, 1877. — 112 с.